# Liga ACB
La Liga ACB (sigla di Asociación de Clubs de Baloncesto, Associazione dei Club di Pallacanestro), chiamata per ragioni di sponsorizzazione Liga Endesa, è la massima divisione del campionato di pallacanestro spagnolo.
La competizione è stata fondata nel 1983 con il nome di ACB Primera División, in seguito alla decisione dei club della Liga Española – nata nel 1957 – di separarsi dalla Federación Española de Baloncesto per professionalizzare il campionato. I ricavi complessivi della lega ammontavano a circa 30 milioni di euro nel 2020, con Endesa e Movistar Plus+ che contribuivano per il 50% delle entrate totali della competizione. La lega è una corporazione in cui il presidente, Antonio Martín, è responsabile della sua gestione, mentre i club membri agiscono in qualità di azionisti. Ai club furono distribuiti pagamenti centrali per un totale di 12 milioni di euro nella stagione 2019–20.
Un totale di 52 squadre ha partecipato alla Liga ACB dalla sua creazione nel 1983. Sette squadre sono riuscite a vincere il titolo, con Barcellona che detiene il record con 17 campionati vinti, seguito dal Real Madrid con 16 titoli. Tra le altre vincitrici del campionato si annoverano anche Saski Baskonia, Joventut Badalona, Manresa, Málaga e Valencia.

## Storia

Logo dell'ACB fino al 2019

L'ACB può vantare protagoniste di fama mondiale, su tutte il Real Madrid ed il Barcellona, due dei club più importanti del vecchio continente.
Tra i grandi che hanno calcato i parquet dell'ACB, Dražen Petrović, ammirato anche nella NBA (Portland Trail Blazers e New Jersey Nets) e morto in un incidente stradale nel 1993.
Attualmente, nel campionato iberico ci sono realtà piccole ma vincenti, come il Club Baloncesto Málaga, il Tau Vitoria e il Valencia Basket Club, che si stanno ritagliando uno spazio importante sia nei confini nazionali sia nelle competizioni europee.
A livello storico, i team dominatori dei campionati di Liga ACB sono stati sinora il Barcellona che ha vinto 20 edizioni ed il Real Madrid, campione in 36 occasioni. Dall'anno della sua nascita solo 5 club hanno partecipato a tutte le edizioni: il Real Madrid, il Barcellona, l'Estudiantes di Madrid, il Joventut Badalona e il Saski Baskonia di Vitoria.
La Liga ACB è stata una delle principali leghe europee a dare un impulso determinante per la nascita dell'Unione delle leghe europee di pallacanestro (ULEB) nel 1991 e che portò, un solo anno dopo, alla nascita dell'Eurolega e della Eurocup; competizioni tutte indipendenti dalla federazione internazionale di pallacanestro (FIBA). Il presidente della Liga ACB è il catalano Eduardo Portela, che a sua volta è presidente della ULEB dal 1998.

## Formula
La Liga ACB è composta da 18 squadre che si affrontano in una prima fase regolare, durante la quale ciascun club disputa due partite contro ogni avversaria (una in casa e una in trasferta).
Al termine del girone di andata, le prime otto classificate si qualificano per la disputa della prestigiosa Copa del Rey, anche se in certi casi può accadere che l’ottava classificata non partecipi. Questo si verifica quando la città che ospita la Coppa assegna un posto garantito al proprio club ACB, escludendo l’ottava in classifica. La competizione si disputa in un’unica sede e in gara secca, con sette partite totali (quarti di finale, semifinali e finale), concentrate in un solo weekend. Questo formato favorisce spettacolo ed emozione, offrendo una vetrina di altissimo livello del basket spagnolo di club. La squadra vincitrice solleva l’omonimo trofeo.
Alla fine della fase regolare, le prime otto squadre accedono ai playoff scudetto, con accoppiamenti che seguono l’ordine di classifica:
- 1ª vs 8ª

- 2ª vs 7ª

- 3ª vs 6ª

- 4ª vs 5ª

I quarti di finale si disputano al meglio delle tre partite, mentre semifinali e finale al meglio delle cinque. La squadra meglio classificata ha il vantaggio del fattore campo. Il vincitore della finale viene proclamato campione della Liga ACB.
Le ultime due squadre classificate al termine della stagione retrocedono nella categoria inferiore, chiamata Primera FEB.
Dalla nascita della competizione, solo quattro club hanno partecipato a tutte le edizioni: Real Madrid, Barcellona, Saski Baskonia e Joventut Badalona (quest’ultimo ha mantenuto la presenza continua solo dopo la retrocessione del CB Estudiantes nella stagione 2020-21).

### Innovazioni storiche della Liga ACB
- 1984-85: introduzione della linea da tre punti, inizialmente posta a 6,25 metri (portata a 6,75 m nella stagione 2010–11). La Liga ACB fu la prima competizione spagnola a introdurre il tiro da tre punti.[5][6]

- 1991: la ACB fu tra le leghe fondatrici della ULEB, che avrebbe poi dato vita alla Eurolega e alla Eurocup, competizioni indipendenti dalla FIBA.

- 1997-98: la ACB fu la prima lega in Europa ad adottare il terzo arbitro.[7]

- 2000-01: adozione del formato attuale con quattro quarti da 10 minuti e riduzione del tempo di possesso da 30 a 24 secondi.[8][9]

## Promozioni e retrocessioni
Esiste un sistema di retrocessione e promozione tra la Liga ACB e la Primera FEB. Le ultime due classificate della Liga ACB vengono retrocesse in Primera FEB, mentre la squadra prima classificata della Primera FEB viene promossa direttamente in Liga ACB. Un secondo club viene promosso al termine di una serie di playoff a cui partecipano le squadre classificate al secondo, terzo, quarto, quinto, sesto, settimo, ottavo e nono posto della stagione regolare della Primera FEB.
Di seguito è riportato un resoconto completo del numero di squadre che hanno partecipato in ogni stagione nella storia della lega:
| Periodo (in anni) | Num. squadre | Retrocessioni | Promozioni |
| ----------------- | ------------ | ------------- | ---------- |
| 1983–1986         | 16 squadre   | 3 squadre     | 3 squadre  |
| 1986–1988         | 16 squadre   | 2 squadre     | 2 squadre  |
| 1988–1992         | 24 squadre   | 2 squadre     | 2 squadre  |
| 1992–1993         | 22 squadre   | 2 squadre     | 2 squadre  |
| 1993–1996         | 20 squadre   | 2 squadre     | 2 squadre  |
| 1996–2008         | 18 squadre   | 2 squadre     | 2 squadre  |
| 2008–2009         | 17 squadre   | 2 squadre     | 2 squadre  |
| 2009–2016         | 18 squadre   | 2 squadre     | 2 squadre  |
| 2016–2017         | 17 squadre   | 2 squadre     | 2 squadre  |
| 2017–2020         | 18 squadre   | 2 squadre     | 2 squadre  |
| 2020–2021         | 19 squadre   | 2 squadre     | 1 squadre  |
| 2021–presente     | 18 squadre   | 2 squadre     | 2 squadre  |

### Controversie sulla promozione in Liga ACB
Prima del 2012, nelle 29 edizioni disputate della Liga ACB, solo tre squadre rifiutarono la promozione, in quanto squadre riserva o per mancanza di fondi: il CB Guadalajara e il CB Cornellà nel 1993 e il CB Cajabilbao nel 1994.
Dal 2012, a causa della Crisi finanziaria spagnola del 2008-2014, solo due squadre (Canarias e Andorra) su dieci potenziali promosse riuscirono a salire in Liga ACB. Ciò ha dato avvio a un acceso dibattito sui requisiti richiesti per la promozione, ritenuti “sproporzionati” dai club della LEB Oro.
Per i club che ottengono la promozione e debuttano in ACB vengono richiesti i seguenti requisiti:
- Un palazzetto con capienza minima di 5.000 posti.
- Un versamento di 3 milioni di euro. Per i club che tornano in ACB dopo una promozione, è richiesta un’integrazione di questo importo.
- Un deposito di 1,7 milioni di euro, rimborsabile in caso di retrocessione in LEB Oro. In caso di nuova promozione, il deposito deve essere nuovamente versato
- Trasformazione in Sociedad Anónima Deportiva se il club rimane in ACB dopo la prima stagione.

Nel 2012, Iberostar Canarias e Menorca Bàsquet ottennero la promozione in ACB, ma nessuna delle due fu in grado di soddisfare i requisiti richiesti. Tuttavia, il Canarias riuscì infine a partecipare all’ACB acquistando il posto del Lucentum Alicante, precedentemente ceduto all’associazione.
Nel 2013, né il CB Atapuerca (sponsorizzato Ford Burgos) né il Lucentum Alicante poterono salire in ACB. Quest’ultimo rinunciò anche alla seconda divisione, iscrivendosi direttamente alla quinta categoria.
Nel 2014 e 2015, il CB Tizona non fu promosso nonostante avesse conquistato il diritto sul campo per due anni consecutivi. Dopo il secondo fallimento del terzo tentativo di promozione per una squadra della città di Burgos, il club fece causa all’associazione[5], accusandola di “falsare la realtà”. Sempre nel 2015, Club Ourense Baloncesto, pur avendo rispettato tutti i requisiti, non fu ammesso in ACB per non aver superato l’audizione contabile.  Tuttavia, la ACB dichiarò che avrebbe ammesso l’Ourense per la stagione 2016–17 se avesse adempiuto ai requisiti, indipendentemente dalla posizione in classifica nella LEB Oro 2015–16.
Il 24 aprile 2016, la Commissione Nazionale dei Mercati e della Concorrenza (CNMC) affermò che il versamento richiesto ostacolava in modo “ingiustificato, sproporzionato e discriminatorio” l’accesso dei nuovi club alla Liga ACB.
Nel giugno 2016, le due squadre promosse dalla LEB Oro, Palencia e Melilla, rinunciarono alla promozione per la stagione 2016–17 e chiesero di essere ammesse per la stagione seguente. Tuttavia, con il Gipuzkoa Basket che rinunciò all’ACB dopo essere retrocesso per la terza volta in quattro anni, l’associazione offrì nuovamente il posto a Palencia e Melilla alle seguenti condizioni:
- Arena da almeno 5.000 posti.

- Versamento di 2 milioni di euro, di cui un milione da versare in un secondo momento, secondo accordi tra club e ACB.

- Deposito di 1,6 milioni di euro, rimborsabile in caso di retrocessione.

- Trasformazione in Sociedad Anónima Deportiva prima della seconda stagione in ACB.

Palencia e Melilla rifiutarono nuovamente, per sostenere la loro posizione contro il versamento obbligatorio richiesto per entrare nella lega.
Nell’aprile 2017, la CNMC dichiarò illegali il versamento richiesto e il deposito come condizioni per la promozione e retrocessione, in quanto considerati “ingiustificati, discriminatori ed eccessivi”, e inflisse una multa di 400.000 euro alla ACB. La ACB replicò che avrebbe impugnato la decisione, sostenendo che essa violava la capacità di autonomia organizzativa delle leghe professionistiche, riconosciuta dal Trattato sul funzionamento dell'Unione europea e dalla giurisprudenza europea, definendola una situazione senza precedenti in Europa e nel resto del mondo.
Nel maggio 2017, la ACB presentò un ricorso amministrativo con richiesta di misure cautelari presso l’Audiencia Nacional (Corte Nazionale spagnola) e decise di non riconoscere nessuna risoluzione attuale o futura collegata a quell’atto. Inoltre, l’ACB approvò l’avvio di un piano di negoziazione con il CSD (Consejo Superior de Deportes) e la FEB sul numero di squadre partecipanti e sulle condizioni di accesso alla competizione nelle stagioni successive.
Nel giugno 2017, la ACB accettò di non richiedere più i requisiti oggetto della decisione (versamento iniziale e deposito per regolamentare promozioni e retrocessioni) e la quota di partecipazione. Inoltre, la lega concordò di continuare le trattative con CSD, FEB e CNMC per stabilire di comune accordo nuove condizioni di promozione. In attesa di un possibile accordo entro il 5 luglio, l’assemblea stabilì due nuovi criteri di accesso, validi solo se non vi fosse stata pronuncia cautelare dell’Audiencia Nacional o accordo alternativo:
- Un deposito di 1,9 milioni di euro, rimborsabile in caso di retrocessione, garantendo almeno il valore versato all’atto della promozione.

- Un budget minimo (per tutti i club) di 2,3 milioni di euro per partecipare alla lega.

Il 10 luglio 2017, la ACB ratificò l’accordo con la FEB, approvato anche dal CSD, per modificare le condizioni di accesso rendendole più flessibili per i club promossi dalla LEB Oro. La ACB raggiunse anche un principio di intesa con FEB e CSD per ridurre a 16 squadre la competizione a partire dal 2019 e per rivedere il sistema di promozione e retrocessione. Tuttavia, l’assemblea generale non approvò il testo, decidendo di proseguire le negoziazioni per trovare un modello di campionato adatto agli interessi complessivi dei club.
Le nuove condizioni approvate furono:
- Un deposito di 1,6 milioni di euro, da versare in quattro stagioni, rimborsabile in caso di retrocessione.

- Un budget minimo di 2 milioni di euro per partecipare alla lega.

Dieci giorni dopo, due anni dopo la denuncia del CB Tizona, il Gipuzkoa Basket  e il CB Miraflores (anch’esso di Burgos) furono promossi in Liga ACB. Queste furono le prime promozioni dal 2014. Inoltre, il CB Miraflores divenne la prima squadra a debuttare in ACB dal 2009.

## Albo d'oro

### Liga Española de Baloncesto
- 1957  Real Madrid
- 1958  Real Madrid
- 1958-1959  Barcellona
- 1959-1960  Real Madrid
- 1960-1961  Real Madrid
- 1961-1962  Real Madrid
- 1962-1963  Real Madrid
- 1963-1964  Real Madrid
- 1964-1965  Real Madrid
- 1965-1966  Real Madrid
- 1966-1967  Joventut Badalona
- 1967-1968  Real Madrid
- 1968-1969  Real Madrid
- 1969-1970  Real Madrid
- 1970-1971  Real Madrid
- 1971-1972  Real Madrid
- 1972-1973  Real Madrid
- 1973-1974  Real Madrid
- 1974-1975  Real Madrid
- 1975-1976  Real Madrid
- 1976-1977  Real Madrid
- 1977-1978  Joventut Badalona
- 1978-1979  Real Madrid
- 1979-1980  Real Madrid
- 1980-1981  Barcellona
- 1981-1982  Real Madrid
- 1982-1983  Barcellona

### Liga ACB
| Stagione  | Vincitore         | Serie | Secondo Posto     | MVP delle finali     | Allenatore campione    |
| 1983-1984 | Real Madrid       | 2-1   | Barcellona        |                      | Lolo Sainz             |
| 1984-1985 | Real Madrid       | 2-1   | Joventut Badalona |                      | Lolo Sainz             |
| 1985-1986 | Real Madrid       | 2-0   | Barcellona        |                      | Lolo Sainz             |
| 1986-1987 | Barcellona        | 3-1   | Joventut Badalona |                      | Aíto García Reneses    |
| 1987-1988 | Barcellona        | 3-2   | Real Madrid       |                      | Aíto García Reneses    |
| 1988-1989 | Barcellona        | 3-2   | Real Madrid       |                      | Aíto García Reneses    |
| 1989-1990 | Barcellona        | 3-0   | Joventut Badalona |                      | Aíto García Reneses    |
| 1990-1991 | Joventut Badalona | 3-1   | Barcellona        | Corny Thompson       | Lolo Sainz             |
| 1991-1992 | Joventut Badalona | 3-2   | Real Madrid       | Mike Smith           | Lolo Sainz             |
| 1992-1993 | Real Madrid       | 3-2   | Joventut Badalona | Arvydas Sabonis      | Clifford Luyk          |
| 1993-1994 | Real Madrid       | 3-0   | Barcellona        | Arvydas Sabonis      | Clifford Luyk          |
| 1994-1995 | Barcellona        | 3-2   | Málaga            | Michael Ansley       | Aíto García Reneses    |
| 1995-1996 | Barcellona        | 3-0   | Siviglia          | Xavi Fernández       | Aíto García Reneses    |
| 1996-1997 | Barcellona        | 3-2   | Real Madrid       | Roberto Dueñas       | Aíto García Reneses    |
| 1997-1998 | Manresa           | 3-1   | Saski Baskonia    | Joan Creus           | Luis Casimiro          |
| 1998-1999 | Barcellona        | 3-0   | Siviglia          | Derrick Alston       | Aíto García Reneses    |
| 1999-2000 | Real Madrid       | 3-2   | Barcellona        | Alberto Angulo       | Sergio Scariolo        |
| 2000-2001 | Barcellona        | 3-0   | Real Madrid       | Pau Gasol            | Aíto García Reneses    |
| 2001-2002 | Saski Baskonia    | 3-0   | Málaga            | Elmer Bennett        | Duško Ivanović         |
| 2002-2003 | Barcellona        | 3-0   | Valencia          | Šarūnas Jasikevičius | Svetislav Pešić        |
| 2003-2004 | Barcellona        | 3-2   | Estudiantes       | Dejan Bodiroga       | Svetislav Pešić        |
| 2004-2005 | Real Madrid       | 3-2   | Saski Baskonia    | Louis Bullock        | Božidar Maljković      |
| 2005-2006 | Málaga            | 3-0   | Saski Baskonia    | Jorge Garbajosa      | Sergio Scariolo        |
| 2006-2007 | Real Madrid       | 3-1   | Barcellona        | Felipe Reyes         | Joan Plaza             |
| 2007-2008 | Saski Baskonia    | 3-0   | Barcellona        | Pete Mickeal         | Neven Spahija          |
| 2008-2009 | Barcellona        | 3-1   | Saski Baskonia    | Juan Carlos Navarro  | Xavier Pascual         |
| 2009-2010 | Saski Baskonia    | 3-0   | Barcellona        | Tiago Splitter       | Duško Ivanović         |
| 2010-2011 | Barcellona        | 3-0   | Bilbao Berri      | Juan Carlos Navarro  | Xavier Pascual         |
| 2011-2012 | Barcellona        | 3-2   | Real Madrid       | Erazem Lorbek        | Xavier Pascual         |
| 2012-2013 | Real Madrid       | 3-2   | Barcellona        | Felipe Reyes         | Pablo Laso             |
| 2013-2014 | Barcellona        | 3-1   | Real Madrid       | Juan Carlos Navarro  | Xavier Pascual         |
| 2014-2015 | Real Madrid       | 3-0   | Barcellona        | Sergio Llull         | Pablo Laso             |
| 2015-2016 | Real Madrid       | 3-1   | Barcellona        | Sergio Llull         | Pablo Laso             |
| 2016-2017 | Valencia          | 3-1   | Real Madrid       | Bojan Dubljević      | Pedro Martínez Sánchez |
| 2017-2018 | Real Madrid       | 3-1   | Saski Baskonia    | Rudy Fernández       | Pablo Laso             |
| 2018-2019 | Real Madrid       | 3-1   | Barcellona        | Facundo Campazzo     | Pablo Laso             |
| 2019-2020 | Saski Baskonia    | 69-67 | Barcellona        | Luca Vildoza         | Duško Ivanović         |
| 2020-2021 | Barcellona        | 2-0   | Real Madrid       | Nikola Mirotić       | Šarūnas Jasikevičius   |
| 2021-2022 | Real Madrid       | 3-1   | Barcellona        | Walter Tavares       | Pablo Laso             |
| 2022-2023 | Barcellona        | 3-0   | Real Madrid       | Nikola Mirotić       | Šarūnas Jasikevičius   |
| 2023-2024 | Real Madrid       | 3-0   | Murcia            | Facundo Campazzo     | Chus Mateo             |
| 2024-2025 | Real Madrid       | 3-0   | Valencia          | Facundo Campazzo     | Chus Mateo             |

## Vittorie per club
| Club              | Titolo | Città      | Anno |
| ----------------- | ------ | ---------- | --- |
| Real Madrid       | 38     | Madrid     | 1957, 1958, 1960, 1961, 1962, 1963, 1964, 1965, 1966, 1968, 1969, 1970, 1971, 1972, 1973, 1974, 1975, 1976, 1977, 1979, 1980, 1982, 1984, 1985, 1986, 1993, 1994, 2000, 2005, 2007, 2013, 2015, 2016, 2018, 2019, 2022, 2024, 2025 |
| Barcellona        | 20     | Barcellona | 1959, 1981, 1983, 1987, 1988, 1989, 1990, 1995, 1996, 1997, 1999, 2001, 2003, 2004, 2009, 2011, 2012, 2014, 2021, 2023 |
| Joventut Badalona | 4      | Badalona   | 1967, 1978, 1991, 1992 |
| Saski Baskonia    | 4      | Vitoria    | 2002, 2008, 2010, 2020 |
| Valencia          | 1      | Valencia   | 2017 |
| Málaga            | 1      | Malaga     | 2006 |
| Manresa           | 1      | Manresa    | 1998 |

## Premi
- Liga ACB MVP
- Liga ACB MVP finali
- Giocatore rivelazione della Liga ACB
- Miglior allenatore della Liga ACB
- Quintetto ideale della Liga ACB